# LATAM Chile
LATAM Airlines Chile anciennement LAN Airlines S.A. (code AITA : LA ; code OACI : LAN) est une compagnie aérienne chilienne, qui faisait partie de l'alliance Oneworld. Elle assure des vols intérieurs et internationaux sur trois continents depuis son principal hub à l'aéroport international Arturo-Merino-Benítez. Elle a fusionné en 2012 avec la compagnie brésilienne TAM pour former la nouvelle compagnie LATAM. En mai 2020, elle quitte OneWorld en raison de l'entrée dans son capital de DELTA.

## Histoire

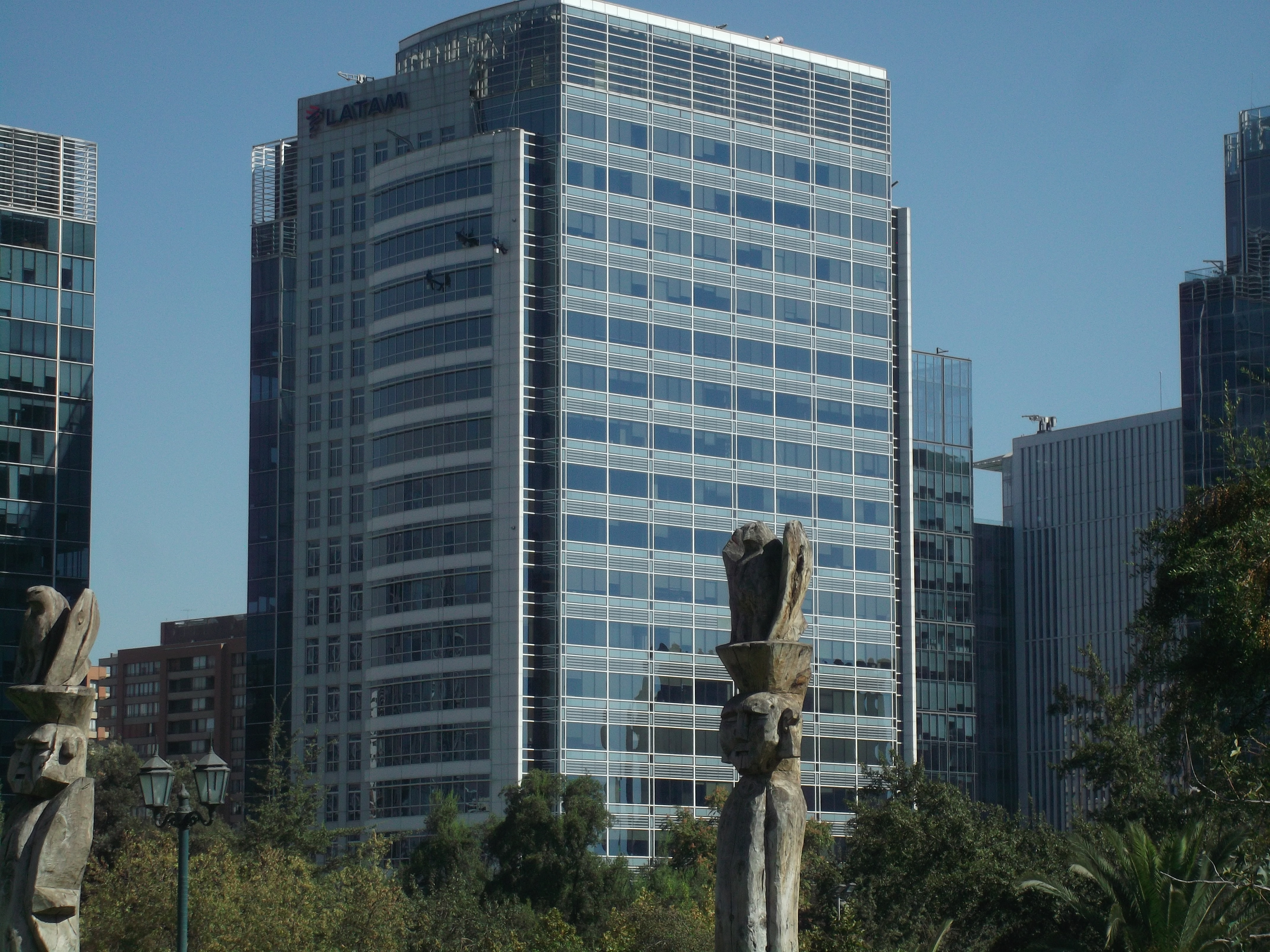
Siège social de LATAM Chile à Santiago, Chili

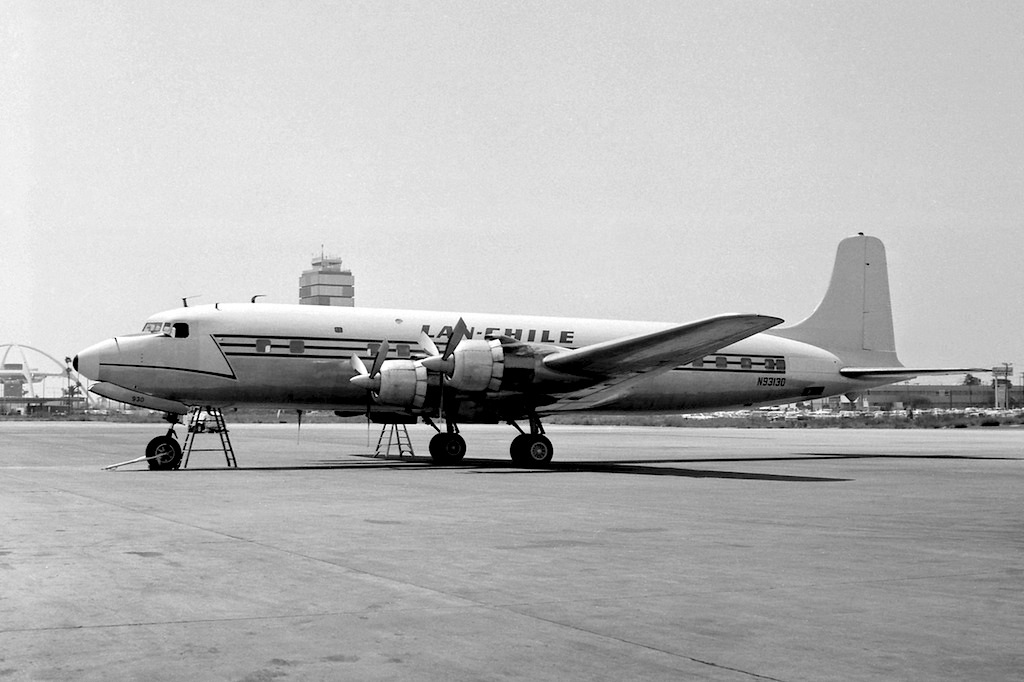
Douglas DC-6 de Lan Chile en 1965

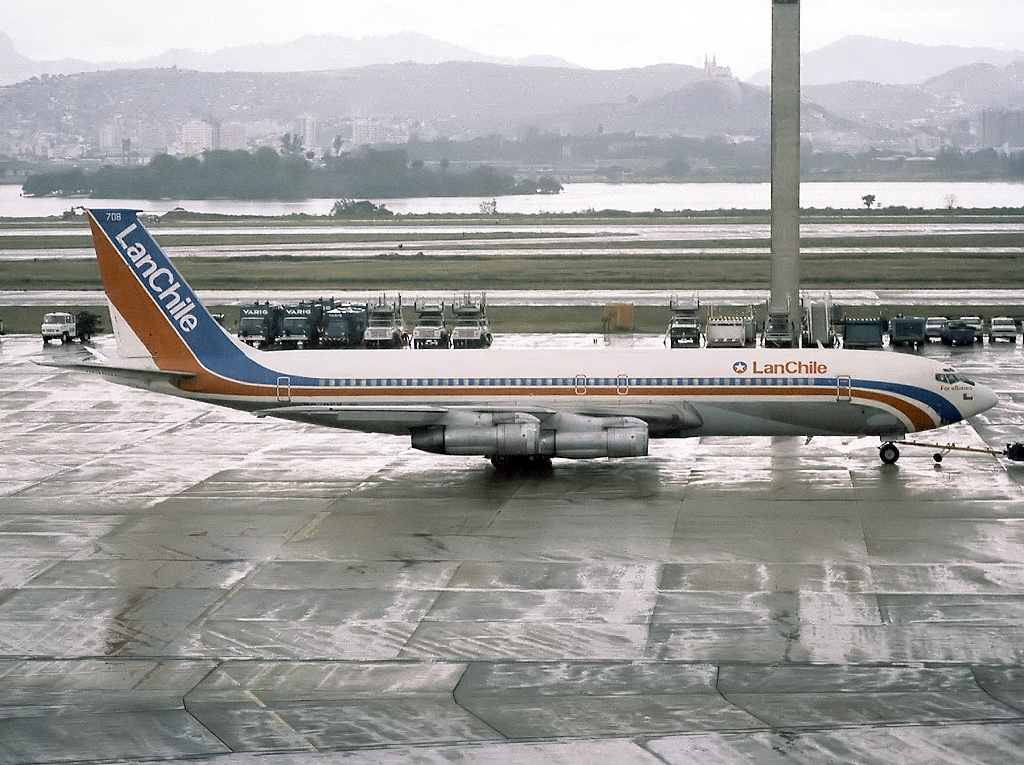
Boeing 707 en 1984

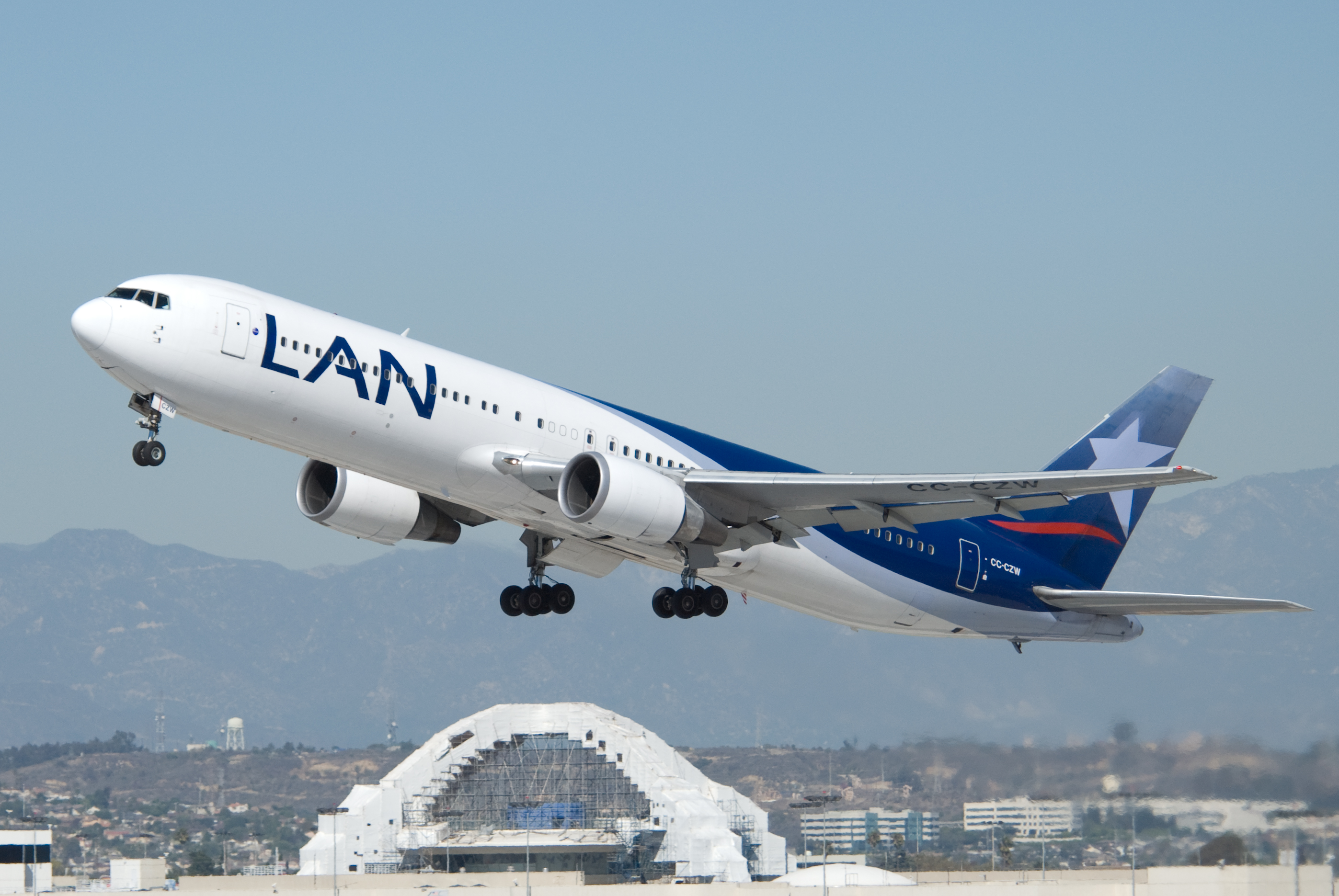
Boeing 767 CC-CZW à Los Angeles en 2007

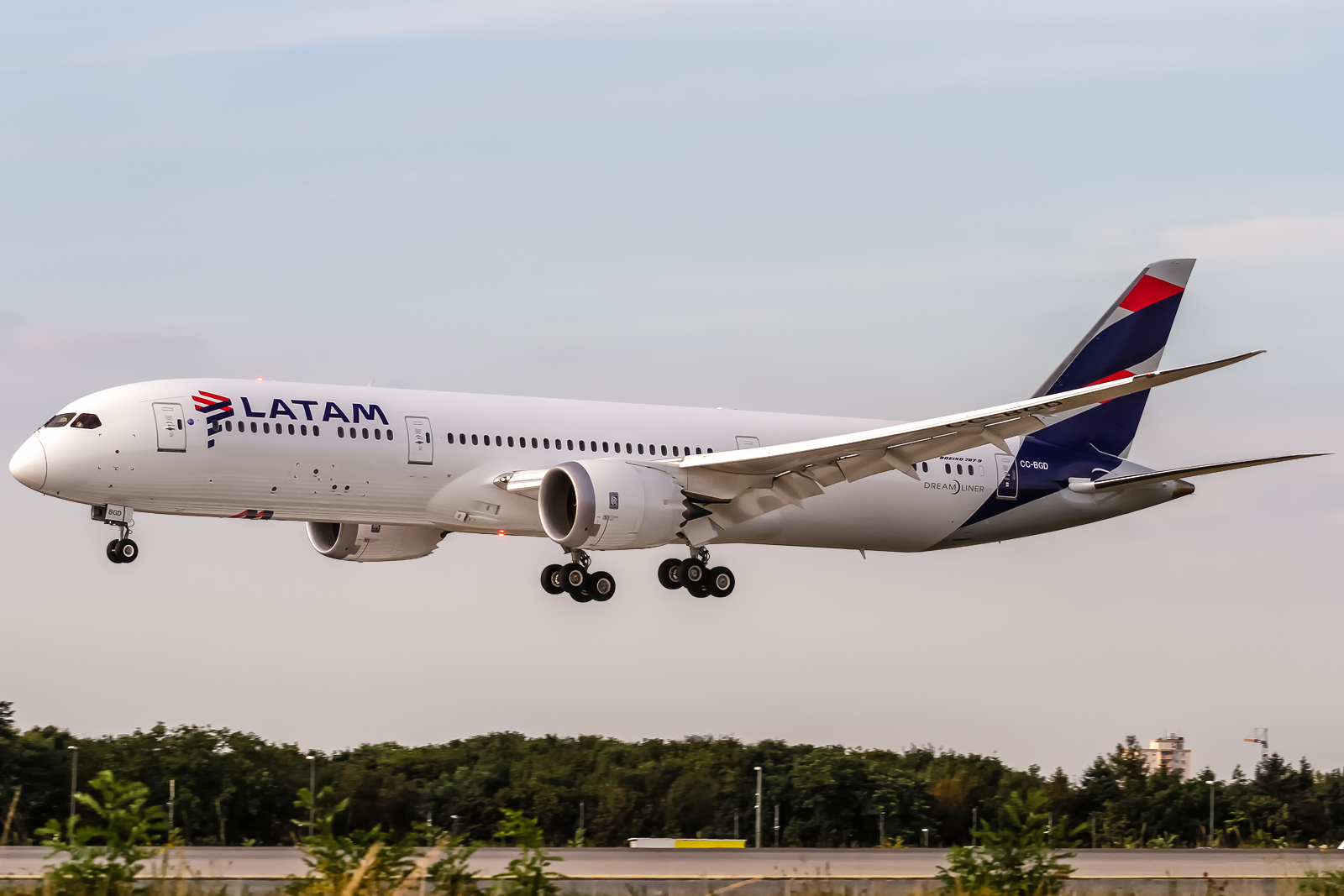
Boeing 787 portant la nouvelle livrée après la fusion avec le groupe LATAM Airlines

Logo de la compagnie entre 2004 et 2016.

La compagnie a été fondée par le commandant de l'armée de l'air chilienne, Arturo Merino Benitez. Elle est entrée en activité le 5 mars 1929 en assurant la liaison postale Santiago-Arica. Le nom LAN Chile lui a été donné en 1932. LAN Airlines effectue son premier vol vers l'Argentine en 1946. LAN Airlines effectue son premier vol vers l'Europe en 1970.
Le gouvernement chilien a privatisé la compagnie en septembre 1989 et a revendu la majorité de ses parts aux compagnies Icarosan et Scandinavian Airlines System. Le 11 octobre 1995, avec l'aval du conseil chilien contre les monopoles, LAN Chile a pris le contrôle de la seconde compagnie aérienne du pays Ladeco et l'a fusionnée, en octobre 1998, avec Fast Air. En 1999, elle lance la filiale LAN Perú.
En juin 2000, LAN Airlines rejoint l'alliance aérienne Oneworld, et la quitte le 1er mai 2020.
En 2003, elle lance la filiale LAN Ecuador. En mars 2004, LAN Chile et ses filiales LAN Peru, LAN Ecuador, LAN Dominicana et LAN Express ont été réunies sous la marque LAN Airlines. LAN Chile a changé son nom formel en LAN Airlines en juin 2004.
En 2005, elle lance la filiale LAN Argentina et effectue des vols nationaux et internationaux à partir de l'aéroport international d'Ezeiza de Buenos Aires. LAN Airlines y est devenu le second opérateur local après Aerolíneas Argentinas.
Le 13 août 2010, la compagnie annonce sa fusion avec la compagnie brésilienne TAM Linhas Aéreas et prendra le nom de LATAM Airlines Group devenant ainsi la plus grande compagnie aérienne d'Amérique latine.
Le 9 novembre 2010, la Commission européenne condamne LAN Chile ainsi que dix autres compagnies aériennes pour entente illicite qui viole les règles des traités européens. Ces entreprises s'étaient secrètement entendues pour exiger des surtaxes sur le transport de fret à partir de ou vers l'Union européenne. LAN Chile est condamnée à verser une amende de 8,2 millions d'euros au budget européen.
Le 13 août 2010, LAN signe un accord en vue d'une fusion avec la compagnie aérienne brésilienne TAM pour former le LATAM Airlines Group. Les autorités de défense de la concurrence sud-américaines approuvent la fusion, sous condition que le nouveau groupe abandonne quatre paires de slots quotidiens à l'Aéroport international de São Paulo-Guarulhos pour éviter une position abusivement dominante et qu'il renonce à l'une des alliances dont faisaient partie les deux anciennes compagnies (Star Alliance pour TAM, Oneworld pour LAN). Elle est effectuée le 22 juin 2012. Depuis la fusion, LAN porte le nom de LATAM Chile. Ses avions volent sous les couleurs de LATAM.
Le 1er mai 2016, les flottes de TAM et LAN sont fusionnées. 50 avions devraient arborer la nouvelle livrée de LATAM avant la fin de l'année 2016. La totalité de la flotte devrait être repeinte d'ici 2018. Le premier vol d'un appareil sous les couleurs de la nouvelle compagnie LATAM a été effectué entre Rio de Janeiro et Genève par un Boeing 767 venu chercher la Flamme olympique en prévision des Jeux olympiques de Rio.
Le 1er mai 2020, elle quitte l'alliance OneWorld,. DELTA est entré dans le capital de LATAM à hauteur de 20 %, et DELTA est un rival d'American Airlines, avec qui LATAM est en partenariat au travers de OneWorld. LATAM quitte donc OneWorld,. Mais LATAM ne rentre pas dans l'alliance Skyteam, dont est membre DELTA, préférant des partenariats plus limités à des alliances globales.

## Partenariats
Partage de codes
LATAM Airlines qui ne fait plus partie d'une des trois alliances a des accords de partage de codes avec les compagnies aériennes suivantes:
| - Aeroméxico - Air China - Air Italy - Air Tahiti Nui - Alaska Airlines | - American Airlines* - British Airways* - Cathay Pacific* - Delta - Iberia* | - Interjet - Japan Airlines* - Jetstar Airways - Korean Air - LATAM Brasil* | - LATAM Paraguay - Qantas* - Qatar Airways* - WestJet |

* membres de Oneworld

## Destinations
LAN Airlines dessert 48 destinations en Amérique du Nord, en Amérique du Sud, en Europe et en Océanie.

### Amérique du Nord
| - (Toronto) - (La Havane) | - (Los Angeles, Miami, New York) - (Cancún, Mexico) | - (Punta Cana) |

### Amérique du Sud
- (Bueno Aires, Córdoba, Mendoza, Río Gallegos, San Carlos de Bariloche, Ushuaïa)
- (La Paz, Santa Cruz)
- (Rio de Janeiro, São Paulo)
- (Antofagasta, Arica, Balmaceda, Calama, Concepción, Copiapó, El Salvador, Hanga Roa, Iquique, La Serena, Osorno, Pucón, Puerto Montt, Punta Arenas, Santiago du Chili, Temuco, Valdivia)
- (Bogotá, Carthagène, Medellin )
- (Guayaquil, Quito)
- (Arequipa, Cajamarca, Chiclayo, Cusco, Iquitos, Juliaca, Lima, Piura, Pucallpa, Puerto Maldonado, Tacna, Tarapoto, Trujillo, Tumbes)
- (Montevideo)
- (Caracas)

### Europe
- (Francfort)
- (Barcelone)
- (Madrid)

### Océanie
- (Sydney)
- (Papeete)
- (Auckland)
- (Rapa-nui)

## Flotte
En janvier 2023, LATAM Chile possède les appareils suivants  :

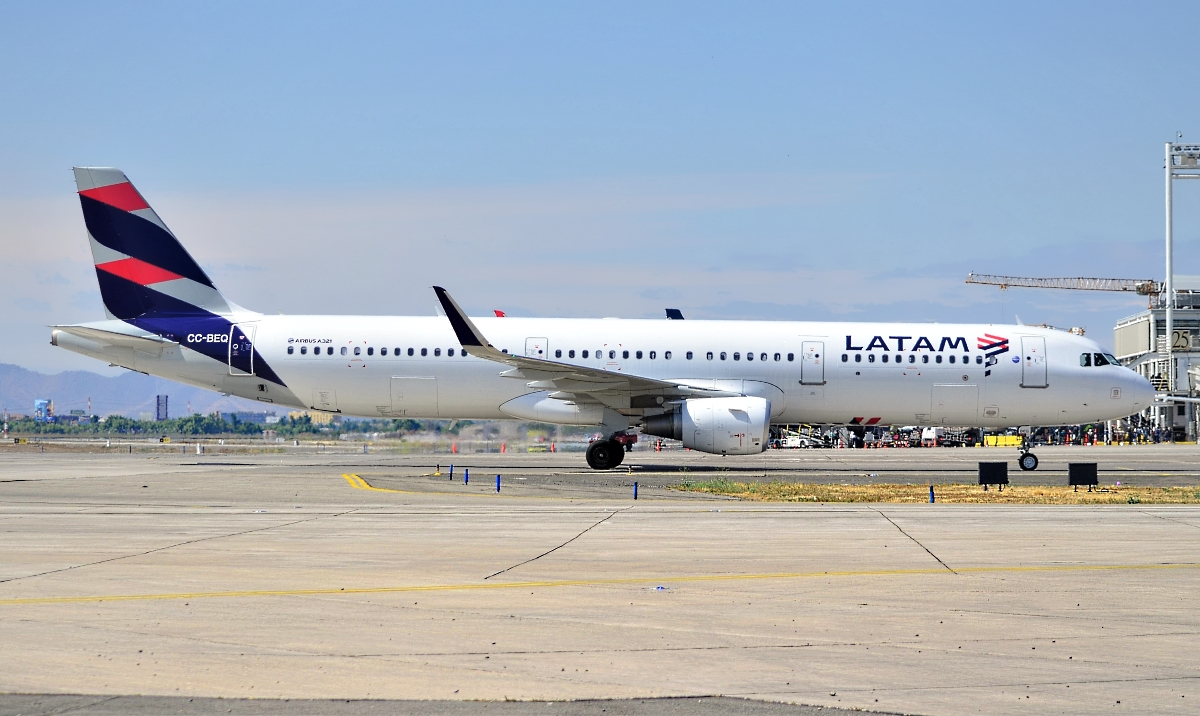
A321-211 CC-BEQ en 2018

| Avion            | En service | Commandes | Passagers | Passagers | Passagers | Remarques                                                                   |
| Avion            | En service | Commandes | J         | Y         | Total     | Remarques                                                                   |
| ---------------- | ---------- | --------- | --------- | --------- | --------- | --------------------------------------------------------------------------- |
| Airbus A320-200  | 34         | —         | —         | 168       | 168       |                                                                             |
| Airbus A320-200  | 34         | —         | —         | 174       | 174       |                                                                             |
| Airbus A320-200  | 34         | —         | —         | 186       | 186       |                                                                             |
| Airbus A320neo   | 6          | —         | —         | 174       | 174       | 1 opéré pour LATAM Perú.                                                    |
| Airbus A321-200  | 18         | —         | —         | 220       | 220       | Les avions plus anciens seront remplacés par des Airbus A321neo d'ici 2023. |
| Airbus A321neo   | —          | 20        | N/A       | N/A       | N/A       | Livraisons à partir de 2023.                                                |
| Airbus A321XLR   | —          | 5         | N/A       | N/A       | N/A       | Livraisons à partir de 2025.                                                |
| Boeing 767-300ER | 10         | —         | 30        | 191       | 221       | Certains doivent être convertis en cargos.                                  |
| Boeing 787-8     | 10         | —         | 30        | 217       | 247       |                                                                             |
| Boeing 787-9     | 18         | 4         | 30        | 274       | 304       |                                                                             |
| Total            | 96         | 29        |           |           |           |                                                                             |

## Prix
LAN Airlines a été élue meilleure compagnie aérienne d'Amérique du Sud en 2009 selon Skytrax. Son personnel navigant commercial a été élu meilleur d'Amérique du Sud, de plus elle a été élue meilleure compagnie aérienne régionale d'Amérique du Sud, en 2009, toujours selon Skytrax. Elle est classée 3 étoiles Skytrax.

## Galerie

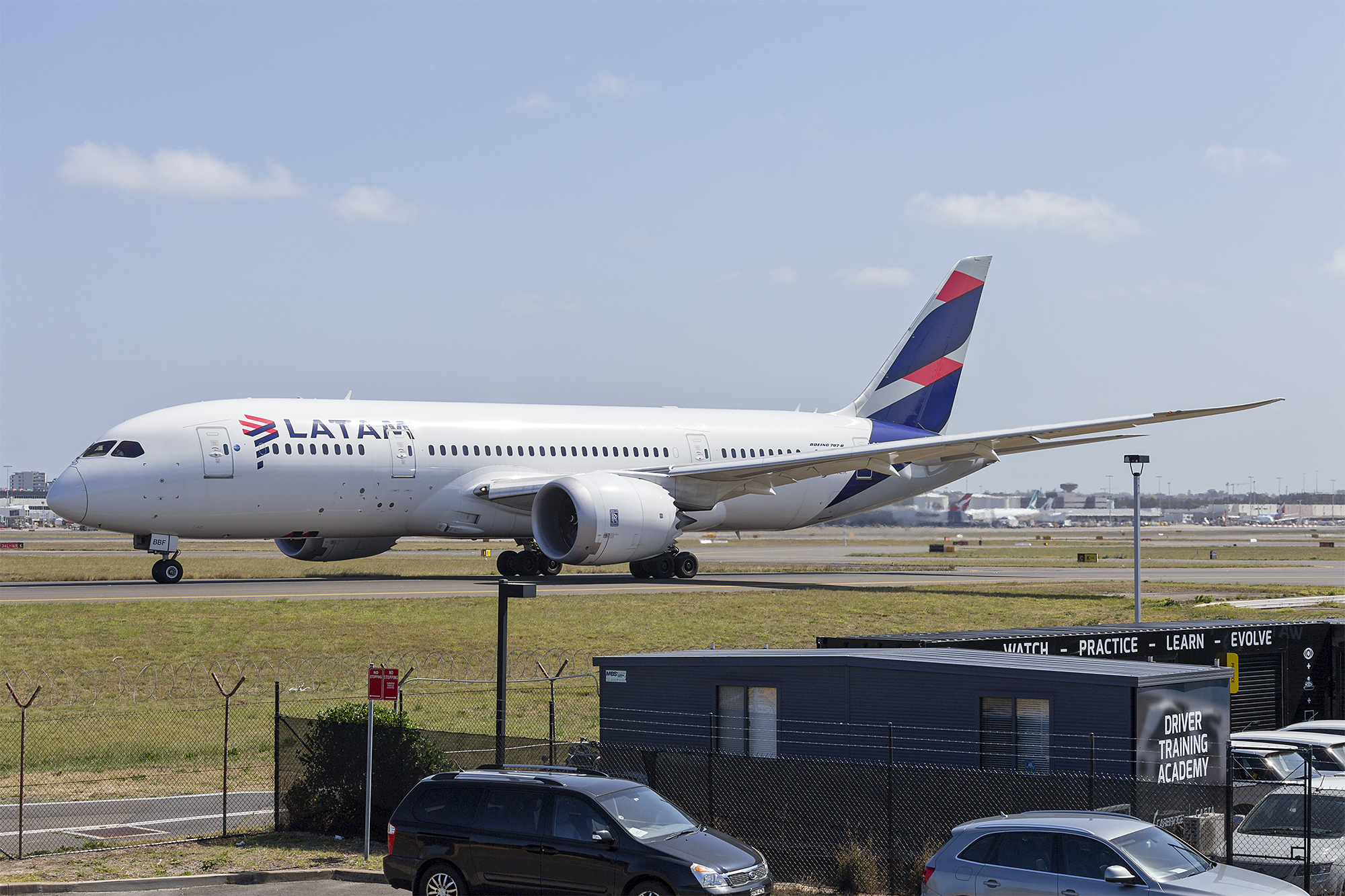
Boeing 787-8
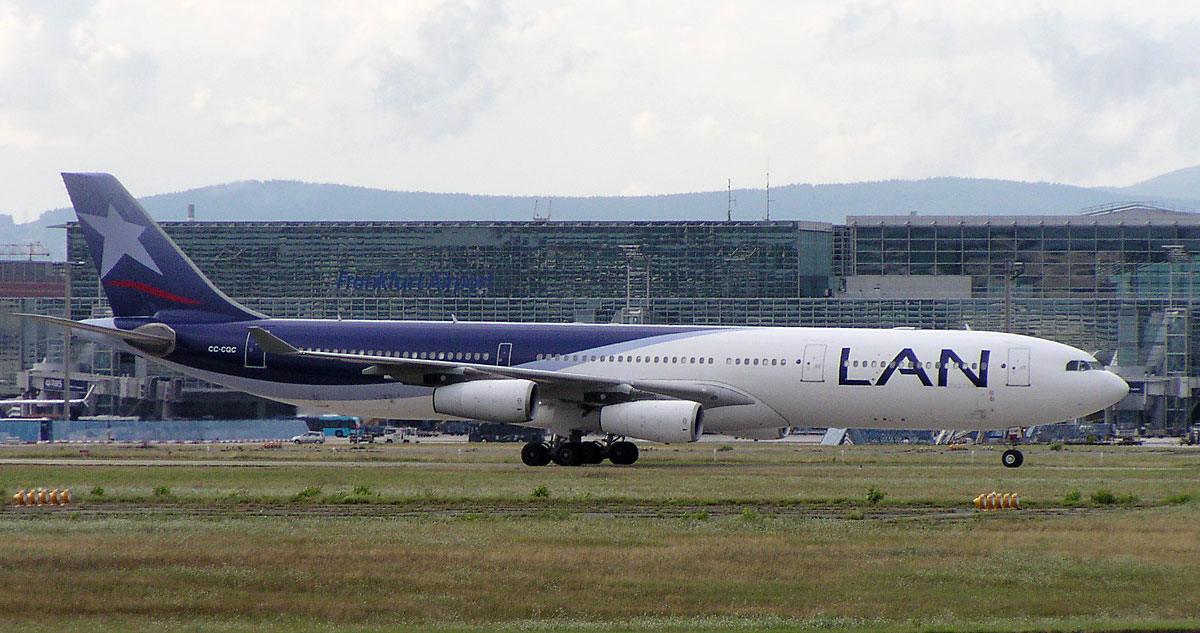
Airbus A340-300
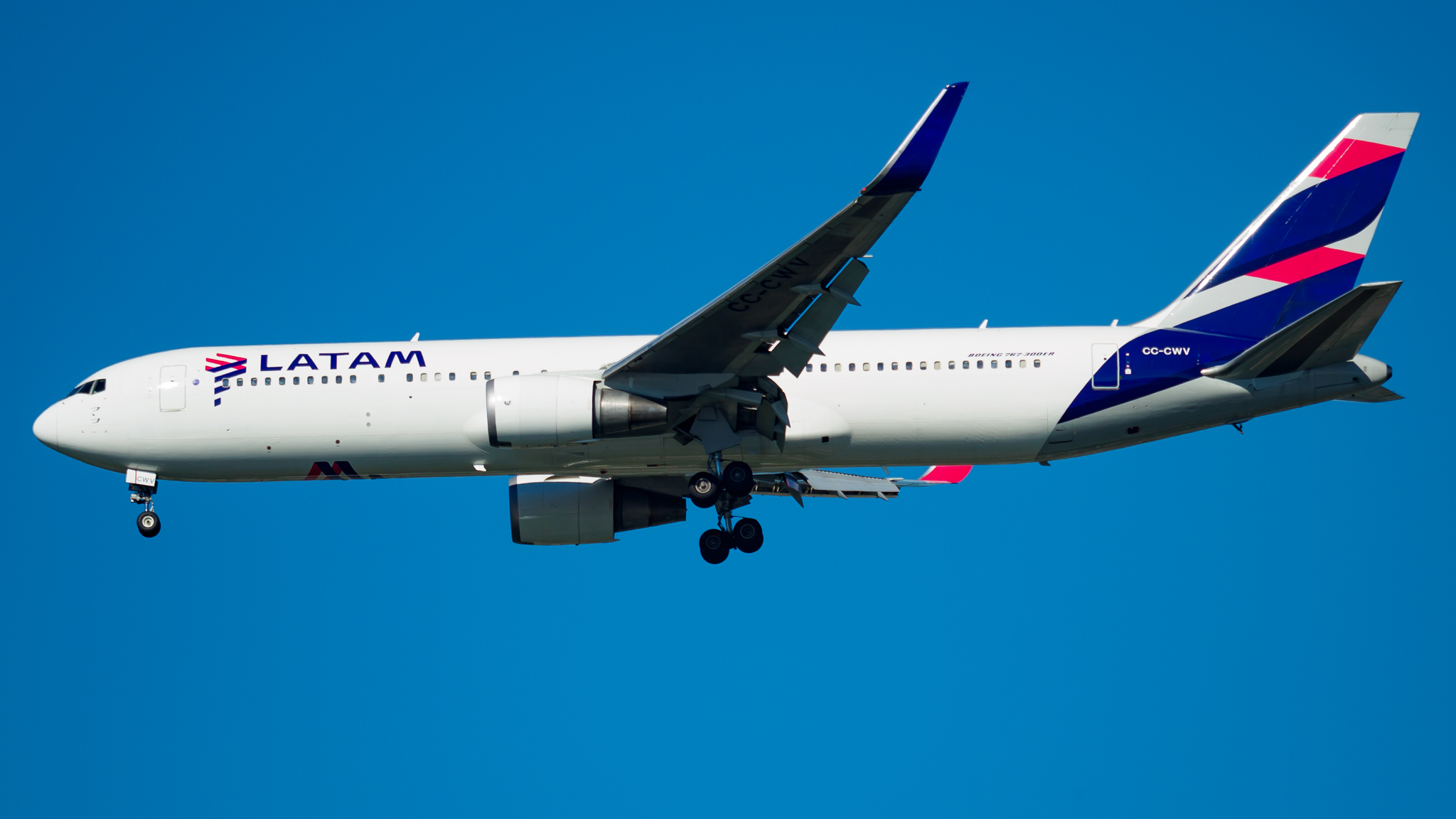
Boeing 767-300ER
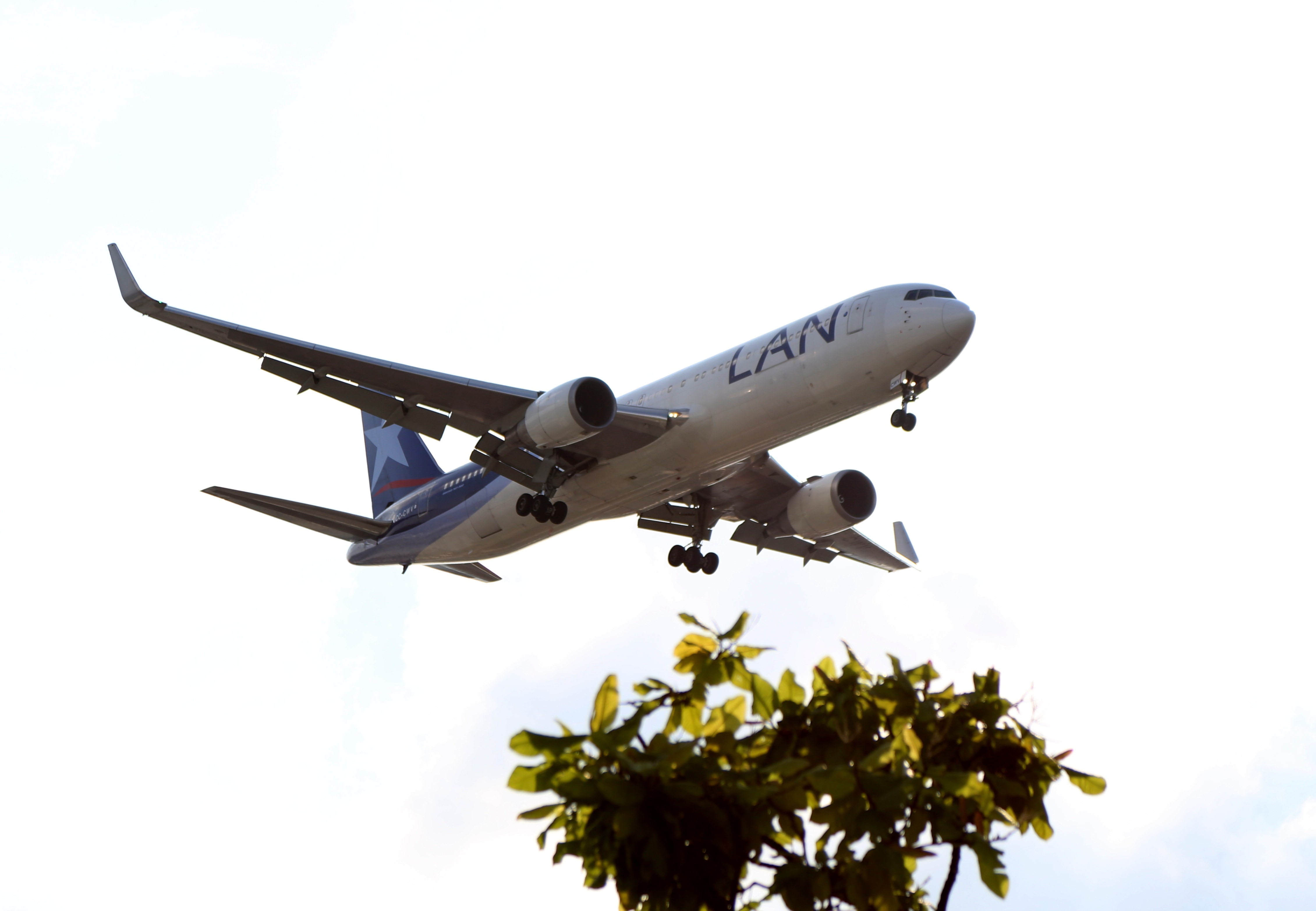
Boeing 767-300ER